# Аррайолуш
Аррайо́луш (порт. Arraiolos; МФА: [a.ʁaj.ˈo.ɫuʃ]) — муніципалітет і містечко в Португалії, в окрузі Евора. Розташований у південно-східній частині країни, на теренах історичної португальської провінції Алентежу. Належить до Еворської діоцезії Католицької церкви в Португалії. Права міського самоврядування має з 1290 року. Поділяється на 5 парафій. За адміністративним поділом, чинним до 1976 року, був складовою провінції Верхнє Алентежу. Площа муніципалітету — 683,75 км², населення муніципалітету — 7363 ос. (2011); густота населення — 10,77 осіб/км²
. Патрон — Діва Марія. Святковий день муніципалітету — 1-й четвер після Вознесіння. Поштовий індекс — 7040.  Код місцевої адміністративної одиниці — 0702. Складова статистичного регіону Алентежу.

## Назва
- Аррайо́луш (порт. Arraiolos, стара орфографія: порт. Arraiollos)

## Географія
Аррайолуш розташований в центрі Португалії, на півночі округу Евора.
Аррайолуш межує на півночі з муніципалітетами Мора (Евора) і Созел, на сході — з муніципалітетом Ештремош, на півдні — з муніципалітетом Евора, на південному заході — з муніципалітетом Монтемор-у-Нову, на північному заході — з муніципалітетом Коруше.

## Історія
1290 року португальський король Дініш надав Аррайолушу форал, яким визнав за поселенням статус містечка та муніципальні самоврядні права.
- Граф Аррайолуський

## Населення
| Кількість мешканців | Кількість мешканців | Кількість мешканців | Кількість мешканців | Кількість мешканців | Кількість мешканців | Кількість мешканців | Кількість мешканців | Кількість мешканців | Кількість мешканців | Кількість мешканців | Кількість мешканців | Кількість мешканців | Кількість мешканців | Кількість мешканців |
| ------------------- | ------------------- | ------------------- | ------------------- | ------------------- | ------------------- | ------------------- | ------------------- | ------------------- | ------------------- | ------------------- | ------------------- | ------------------- | ------------------- | ------------------- |
| 1864                | 1878                | 1890                | 1900                | 1911                | 1920                | 1930                | 1940                | 1950                | 1960                | 1970                | 1981                | 1991                | 2001                | 2011                |
| 7 318               | 8 847               | 8 478               | 8 638               | 10 100              | 10 700              | 11 260              | 13 148              | 13 009              | 12 786              | 10 050              | 8 883               | 8 207               | 7 616               | 7 363               |